# Underdog (Alicia Keys)
Underdog è un singolo della cantautrice statunitense Alicia Keys, pubblicato il 9 gennaio 2020 come secondo estratto dal settimo album in studio Alicia.

## Descrizione
Il brano, scritto e prodotto dalla stessa cantante con Johnny McDaid, Ed Sheeran, Amy Wadge, Jonny Coffer e Foy Vance, è stato descritto da Keys in un'intervista concessa a Rolling Stone:

## Promozione
Keys ha presentato, accompagnata da Brittany Howard, Underdog dal vivo per la prima volta alla 62ª edizione dei Grammy Award. Keys ha ulteriormente eseguito il brano all'Ellen DeGeneres Show il 29 gennaio 2020.

## Video musicale
Il video musicale, diretto da Wendy Morgan, è stato reso disponibile il 9 gennaio 2020 in concomitanza con l'uscita del singolo.

## Tracce
Testi e musiche di Alicia Keys, Johnny McDaid, Ed Sheeran, Foy Vance, Jonny Coffer e Amy Wadge.
Download digitale, streaming
1. Underdog – 3:28

Download digitale, streaming – remix
1. Underdog (Remix) (feat. Chronixx & Protoje) – 2:59

Download digitale, streaming – Acoustic Version
1. Underdog (Acoustic Version) – 3:30

Download digitale, streaming – Nicky Jam & Rauw Alejandro Remix
1. Underdog (Nicky Jam & Rauw Alejandro Remix) – 3:25

## Formazione
Musicisti
- Alicia Keys – voce, cori, tastiera, pianoforte
- Johnny McDaid – cori, basso, programmazione
- Ed Sheeran – cori, chitarra acustica
- Jukebox – programmazione
- Emile Haynie – programmazione
- Jonny Coffer – programmazione
- Ash Soan – batteria
- Steven Wolf – batteria, programmazione
- Will Reynolds – chitarra elettrica

Produzione
- Alicia Keys – produzione
- Johny McDaid – produzione, ingegneria del suono
- Ann Mincieli – ingegneria del suono
- Graham Archer – ingegneria del suono
- Brendan Morawski – ingegneria del suono aggiuntiva, assistenza all'ingegneria del suono
- Will Reynolds – assistenza all'ingegneria del suono
- Manny Marroquin – missaggio
- Chris Galland – assistenza al missaggio
- Scott Desmarais – assistenza al missaggio
- Jeremie Inhaber – assistenza al missaggio

## Successo commerciale
In Italia il brano è stato il 35º più trasmesso dalle radio nel 2020.

## Classifiche

### Classifiche settimanali
| Classifica (2020) | Posizione massima |
| ----------------- | ----------------- |
| Austria           | 24                |
| Belgio (Fiandre)  | 13                |
| Belgio (Vallonia) | 6                 |
| Croazia           | 9                 |
| Germania          | 24                |
| Islanda           | 20                |
| Paesi Bassi       | 41                |
| Romania           | 85                |
| Slovenia          | 24                |
| Stati Uniti       | 69                |
| Svizzera          | 21                |

### Classifiche di fine anno
| Classifica (2020) | Posizione |
| ----------------- | --------- |
| Belgio (Fiandre)  | 39        |
| Belgio (Vallonia) | 24        |
| Croazia           | 13        |
| Svizzera          | 97        |

## Riconoscimenti
- BET Awards[26]
  - 2020 – Candidatura al BET Her Award

- MTV Video Music Awards[27]
  - 2020 – Candidatura al miglior video R&B